# Джефферсон-Гайтс (Нью-Йорк)
Джефферсон-Гайтс (англ. Jefferson Heights) — переписна місцевість (CDP) в США, в окрузі Грін штату Нью-Йорк. Населення — 1122 особи (2020).

## Географія
Джефферсон-Гайтс розташований за координатами 42°14′8″ пн. ш. 73°52′56″ зх. д. / 42.23556° пн. ш. 73.88222° зх. д. (42.235642, -73.882099).  За даними Бюро перепису населення США в 2010 році переписна місцевість мала площу 3,88 км², з яких 3,82 км² — суходіл та 0,05 км² — водойми.

## Демографія
Згідно з переписом 2010 року, у переписній місцевості мешкали 1094 особи в 412 домогосподарствах у складі 227 родин. Густота населення становила 282 особи/км².  Було 444 помешкання (115/км²).
Расовий склад населення:
| - 92,2 % — білих - 3,6 % — чорних або афроамериканців - 0,6 % — азіатів |

До двох чи більше рас належало 2,8 %. Частка іспаномовних становила 4,8 % від усіх жителів.
За віковим діапазоном населення розподілялося таким чином: 14,9 % — особи молодші 18 років, 45,9 % — особи у віці 18—64 років, 39,2 % — особи у віці 65 років та старші. Медіана віку мешканця становила 55,8 року. На 100 осіб жіночої статі у переписній місцевості припадало 73,7 чоловіків;  на 100 жінок у віці від 18 років та старших — 70,2 чоловіків також старших 18 років.
За межею бідності перебувало 5,7 % осіб, у тому числі 0,0 % дітей у віці до 18 років та 16,1 % осіб у віці 65 років та старших.
Цивільне працевлаштоване населення становило 376 осіб. Основні галузі зайнятості: освіта, охорона здоров'я та соціальна допомога — 43,4 %, науковці, спеціалісти, менеджери — 19,9 %, роздрібна торгівля — 16,5 %.